# Герб Халіско
Герб вільної та суверенної держави Халіско — герб мексиканського штату Халіско. Цей символ був запзичений з герба Гвадалахари.

## Опис
Офіційний опис герба за Указом № 13.661 Конгресу штату Халіско виглядає так:
«Герб, а в ньому на синьому полі два леви золотого кольору, що стрибають, поклавши лапи на золоте дерево, із зеленим листям, на золоій облямівці сім червиних косих хрестики. На щиті закритий шолом з синьо-золотим наметом, за клейнод - червоний прапор із золотим Єрусалимським хрестом».

## Символіка
Цей герб символізує знатність і шляхетність міста; чесноти, які іспанська корона визнала в трудах і небезпеках, що їх зазнали мешканці міста під час його завоювання і заселення.
Вищесказане підтверджує пояснення істориків та геральдистів щодо використання емалей (фарб та металів) та фігур на гербах. Ці вчені стверджують, що ці елементи покладають обов'язки на мешканців міста, якому надано гербовий привілей.

## Історичні герби та емблеми
Символ використовувався всіма режимами, що змінювали один одного в Халіско, хоча і в різних формах.

Герб з 1793 по 2005 рік.
Герб з 2005 по 2011 рік.
Герб з 2011 року.